# Selección de fútbol de Islas Ryūkyū
La Selección de fútbol de las Islas Ryūkyū es el equipo que representa  a las Islas Ryūkyū, un archipiélago bajo el dominio japonés.
Islas Ryūkyū no está afiliado a la FIFA o a la AFC, y por lo tanto no puede competir en los torneos que estos organizan. Sin embargo, el equipo es miembro de la ConIFA.

## Historia
La Asociación de Fútbol Ryūkyū fue fundada en la ciudad de Okinawa en 2014. Islas Ryūkyū compitió en la calificación para la Copa Mundial de Fútbol de ConIFA de 2018, perdiendo 9-0 ante la selección de Coreanos en Japón.

## Estadísticas
| Año                      | Fase               | Posición           | PJ                 | PG                 | PE                 | PP                 | GF                 | GC                 |
| ------------------------ | ------------------ | ------------------ | ------------------ | ------------------ | ------------------ | ------------------ | ------------------ | ------------------ |
| Laponia 2014             | Sin participación. | Sin participación. | Sin participación. | Sin participación. | Sin participación. | Sin participación. | Sin participación. | Sin participación. |
| Abjasia 2016             | Sin participación. | Sin participación. | Sin participación. | Sin participación. | Sin participación. | Sin participación. | Sin participación. | Sin participación. |
| Barawa 2018              | No clasificó.      | No clasificó.      | No clasificó.      | No clasificó.      | No clasificó.      | No clasificó.      | No clasificó.      | No clasificó.      |
| Macedonia del Norte 2020 | Evento cancelado.  | Evento cancelado.  | Evento cancelado.  | Evento cancelado.  | Evento cancelado.  | Evento cancelado.  | Evento cancelado.  | Evento cancelado.  |
| Total                    | 0/4                | 0º                 | 0                  | 0                  | 0                  | 0                  | 0                  | 0                  |

## Resultados

### Últimos encuentros
| Fecha      | Ciudad     | Competición | Racha | Local             |  | Resultado |  | Visitante    |
| ---------- | ---------- | ----------- | ----- | ----------------- |  | --------- |  | ------------ |
| 26/11/2016 | Nakagusuku | Amistoso    | No    | Coreanos en Japón |  | 9:0       |  | Islas Ryūkyū |